# Tosproget
Et tosproget (eller bilingvalt) menneske er i bredeste forstand en person, der har kommunikative færdigheder på to sprog, enten aktivt eller passivt. Oftest bruges betegnelsen dog kun om mennesker, der har to sprog som modersmål. Hvis en person behersker tre eller flere sprog, kaldes vedkommende flersproget eller multilingval.
I dansk lovgivning anvendes begrebet dog i betydningen personer "der har et andet modersmål end dansk, og som først ved kontakt med det omgivende samfund, eventuelt gennem skolens undervisning, lærer dansk" uafhængigt af om vedkommende kan ét eller flere sprog.
Mange tosprogede mennesker har lært flere sprog i deres barndom. Et sprog, der læres på denne måde betegnes som L1 (førstesprog. En del tosprogede har først på et senere tidspunkt lært det andet sprog. Et sådant sprog kaldes L2 (hhv. L3; andetsprog, tredjesprog osv.).
L1-sprog læres uden formel undervisning. Den måde, hvorpå et barn lærer et L1-sprog, er højst omstridt. Den nordamerikanske sprogforsker Noam Chomsky formoder, at der findes en mekanisme, som tillader børn at opfatte lovmæssighederne i de sprog, som voksne bruger i omgivelserne. Ifølge Chomsky går denne mekanisme med tiden tabt. Det forklarer, hvorfor større børn og voksne har sværere ved at lære sprog end små børn.
L2-sprog læres enten på naturlig vis eller gennem undervisning.
At en person er tosproget betyder ikke nødvendigvis, at vedkommende er i stand til at oversætte eller tolke fra det ene sprog til det andet.

## Definitioner
"Perfekt" tosprogethed findes ikke, alene af den grund, at der heller ikke findes "perfekt ensprogethed". Videnskaben skelner mellem forskellige former for tosprogethed: Der skelnes efter niveauet for sprogkompetance i de to sprog, efter den alder, hvori det andet sprog blev lært, om personen lever i tosprogede omgivelser, efter sprogets status i de sociale omgivelser samt efter den kulturelle identitet og personens tilhørsforhold.

### Simultan tidlig tosprogethed
Ved simultan tidlig tosprogethed forstår man, at barnet fra det øjeblik, hvor det lærer at tale, kommer i berøring med to sprog. Det kan f.eks. ske ved, at forældrene har forskellige modersmål og taler med barnet på hver sit sprog.
Som voksne kan disse børn ofte udtrykke sig lige godt på begge sprog. Det kræver dog, at motivationen hertil bevares i den personlige udviklingsproces, at den pågældende fortsat har lejlighed til at bruge begge sprog, og kan og vil deltage i forskellige sproglige sammenhænge.

### Konsekutiv tosprogethed
Ved konsekutiv tosprogethed forstår man, at et barn først lærer et sprog og senere et andet. På det tidspunkt, hvor barnet lærer at tale, lærer det altså kun et enkelt sprog. Hvis barnet lærer det andet sprog inden starten på puberteten, har det gode muligheder for at lære det fejl- og accentfrit samt med høj kompetence.

### Subtraktiv/additiv tosprogethed
Når en person forsømmer sit første (modersmål) til fordel for et andet sprog, taler man om subtraktiv tosprogethed.
Subtraktiv tosprogethed kan f.eks. optræde, hvor en person lever i kulturelle omgivelser, hvor det første sprog er et mindretalssprog og samtidig har en ringere status end det sprog, der tales i samfundet i øvrigt. Det er f.eks. tilfældet for fransktalende personer i Canada (udenfor Québec) eller for medlemmer af nogle sproglige minoriteter i Europa.
Den tiltrækning, som en gruppe med højere status udøver, kan føre til, at en person forsømmer sit modersmål til fordel for et andet sprog, for på den måde at kunne identificere sig med den socialt højere rangerende gruppe.
Hvis et barn lærer et nyt sprog uden at miste det (eller de) første, taler man om additiv tosprogethed.

### Tosprogethed hos voksne
Denne form for tosprogethed kan udvikles, hvis en person som ung eller voksen kommer ind i sociale omgivelser med et andet sprog.
En sådan tosprogethed udvikles f.eks. altid, når en person emigrerer til et land med et andet sprog. Den sproglige uligevægt er her meget større end ved tidlig tosprogethed. Tosprogetheden kan dog udvikles så godt, at den pågældende i de fleste sammenhænge kan bruge begge sprog med høj kompetence.

## Tosprogethed i forskningen
Forskningen omkring tosprogethed har hidtil kun i ringe omfang beskæftiget sig med tosprogethedens betydning for den pågældende person; men har i hovedsagen undersøgt tosprogethedens indflydelse på det sproglige system.

### Tosprogethed og indvandrerbørn
En undersøgelse ved universitetet i Lausanne (Intégration scolaire des enfants migrants, 2000) har vist, at børn som flytter til Schweiz fra udlandet, klarer sig dårligere end børn af indfødte. Bortset fra sociale spørgsmål blev manglende sprogkundskaber også nævnt som grund. Forfatterne nåede frem til den konklusion, at fire faktorer spiller en rolle:
- Anses det andet sprog som mindre betydende?
- Kommer barnet fra et lavere socialt lag?
- Er det over 10–12 år gammelt?
- Forsømmes barnets modersmål af lærerne?

Hvis disse betingelser er opfyldt, så kan dette føre til en forsinket indlæring. Undersøgelsen anbefaler derfor at fremme indvandrerbørnenes første sprog og kultur. Lærerne skal gøre sig klart, hvor svært det er for børnene at lære et nyt sprog og reagere med mere indfølingsevne.
Sprogforskere ved Hochschule für Angewandte Wissenschaften i Hamburg har i 2002 udgivet en oversigt over den nationale og internationale forskning på området med titlen Spracherwerb zweisprachig aufwachsender Kinder und Jugendlicher (Sprogerhvervelse hos tosproget opvoksende børn og unge). De beskriver bl.a. situationen med børn af indvandrere i Tyskland, som før skolestarten har udviklet minoritetssproget til et højt niveau men kun i ringe omfang har lært tysk. "Med væsentlige forbehold" formoder videnskabsmændene, at indlæringen af L1 (minoritetssproget) forsinkes, mens L2 (tysk) overhaler det andet sprog. I gennemsnit når disse børn dog ikke op på samme niveau som etsprogede børn.
Tosprogethed anses derfor ofte for en af hovedårsagerne til indvandrerbørnenes relativt dårlige resultater i skolen. Her må man dog skelne mellem indvandrerbørn, der er født i det nye land og ofte har lært omgivelsernes sprog fra fødslen, og indvandrerbørn, som først lærer omgivelsernes sprog ved flytningen til det nye land, i mange tilfælde først som halvvoksne. Disse problemer kan også kompenseres med en målrettet indsats i skolen, så tosprogetheden i den sidste ende fører til en større sproglig kompetence hos børnene.
I USA, hvor tidlig tosprogethed ikke anses som en potentiel fordel, men snarere som en ulempe, sammenfattes indvandrerbørnenes problemer under betegnelsen Limited English Proficiency. Pædagogiske forholdsregler koncentrerer sig her ikke om at fremme begge sprog og dermed børnenes sprogkompetance. Anstrengelserne koncentrerer sig udelukkende om beherskelsen af landets sprog (engelsk). Dvs. børnene søges "afvænnet" fra deres tosprogethed.

### Tosproget undervisning af indfødte børn
En undersøgelse af tosproget tysk-fransk undervisning i den schweiziske kanton Wallis udført af universitetet i Neuchâtel (Neuenburg) har vist, at børn, som tidligt får undervisning i to sprog, ikke bare lærer L2 hurtigere, de udvikler også deres generelle sprogkompetence bedre. En forringelse af L1 kunne ikke konstateres. (Groupe de recherche sur l'enseignement bilingue, 1994).

### Intelligensudvikling hos tosprogede
I 1950'erne og helt op i 1970'erne hævdede mange forskere, at tosprogethed førte til en underudviklet intelligens (f.eks. Haugen 1956: The Effect of bilingualism on Intelligence). Disse undersøgelser anses i dag for uvidenskabelige. I mange tilfælde sammenlignedes nemlig indvandrerbørn fra socialt lavere grupper med indfødte børn fra middelklassen, og undersøgelserne blev ofte kun gennemført på L2-sproget.
I 1962 fulgte en undersøgelse af Lambert og Peal ved McGill-Universitetet i Montréal: The relation of bilingualism to intelligence. Denne undersøgelse viste for første gang, at tosprogede børn ved sproglige og ikke-sproglige intelligenstests klarede sig bedre end etsprogede. Forskerne kunne dog ikke afgøre, om den veludviklede tosprogethed var årsagen til den højere intelligens eller omvendt. Feldman og Shen (1971) samt Lemmon og Goggin (1989) fandt ved deres undersøgelser ud af, at tosprogede børn klarede sig bedre ved sproglige prøver, fordi de bedre forstår sætningsopbygning og grammatik.
Ifølge den ovenfor nævnte undersøgelse fra FH Hamburg viser forskningen i dag, at "der snarere er tale om visse kognitive fordele, især i området omkring bevidst omgang med sprog".
En artikel af Bialystok ved universitet i York, Canada 2004 (Bilingualism, Aging, and Cognitive Control, se eksterne henvisninger) viste derudover, at de kognitive færdigheder hos tosprogede mennesker i høj alder ikke går så hurtigt tabt som ved etsprogede.

## Politik og tosprogethed
Forskellige stater behandler to- eller flersprogethed hos deres indbyggere meget forskelligt. Således anvender f.eks. USA en meget restriktiv politik. Det samme må man sige om Danmark.
Det viser sig f.eks. ved, at statens politik i forhold til tosprogede børn udelukkende handler om at fremme indlæringen af det nationale sprog, hvorimod der ikke gøres noget for at fremme eller vedligeholde ægte tosprogethed.
I modsætning hertil fremmer og understøtter Canada, Belgien og Schweiz aktivt flersprogetheden. Vedrørende to- og flersprogethed i Schweiz se bl.a. publikationen  (Webside ikke længere tilgængelig) (på fransk).
I de senere år har der – udgående fra den angelsaksiske verden – vist sig en tendens til at betegne enhver person, som har et bare nogenlunde brugbart kendskab til et fremmedsprog som "bilingval". Denne brug af begrebet er højst omstridt.

## Andre betydninger
I Danmark bruges betegnelsen tosproget ofte som eufemisme om efterkommere af indvandrere. Denne brug af ordet er officiel politik i undervisningsministeriet; men afvises af Dansk Sprognævn og førende sprogforskere som f.eks. professorerne Jens Normann Jørgensen ved Københavns Universitet, Ocke-Schwen Bohn ved Aarhus Universitet og Henrik Galberg Jacobsen ved Odense Universitet.
Undervisningsminister Bertel Haarder har forsvaret brugen af ordet tosproget i denne sammenhæng med en henvisning til, at de pågældende børn skulle være kendetegnet ved, at "de har sproglige problemer, fordi de vokser op med to sprog", Jyllands-Posten 26. september 2005.
Overfor det står dog, at denne gruppe er meget sammensat. Nogle er ganske rigtigt vokset op med to eller flere sprog; men andre er kun vokset op med et. Det være sig dansk, et fremmedsprog eller en mellemting, det såkaldte perkerdansk. Nogle har ganske rigtigt sproglige problemer, men langt fra alle, og nogle har først og fremmest problemer af kulturel eller social karakter.
Dertil kommer, at der ikke er noget videnskabeligt belæg for at antage en årsagssammenhæng mellem det at være tosproget og det at have sproglige problemer. Som nævnt i afsnittet Intelligensudvikling hos tosprogede opgav videnskaben disse teorier for 40 år siden.
Brugen af betegnelsen tosproget til at udpege en bestemt gruppe af indvandrere eller efterkommere forekommer tilsyneladende kun i Danmark.